# Course en ligne de l'Open de Suède Vårgårda 2006
La 1re édition de la course en ligne de l'Open de Suède Vårgårda a eu lieu le 28 juillet 2006. Il s'agit de l'avant-dernière manche de la Coupe du monde de cyclisme sur route féminine.

## Classements

### Classement final
| \| Classement général \| Classement général \| Classement général \| Classement général \| Classement général \| \| Coureuse \| Coureuse \| Pays \| Équipe \| Temps \| \| ------------------ \| ------------------ \| ------------------ \| ------------------------------ \| ------------------ \| \| 1re \| Susanne Ljungskog \| Suède \| Buitenpoort-Flexpoint \| \| \| 2e \| Nicole Cooke \| Royaume-Uni \| Univega Pro Cycling Team \| \| \| 3e \| Monica Holler \| Suède \| Bigla \| \| \| 4e \| Trixi Worrack \| Allemagne \| Equipe Nürnberger Versicherung \| \| \| 5e \| Annette Beutler \| Suisse \| Buitenpoort-Flexpoint \| \| \| 6e \| Angela Hennig \| Allemagne \| AA Drink-Cycling Team \| \| \| 7e \| Magali Le Floc'h \| France \| T-Mobile \| \| \| 8e \| Karin Thürig \| Suisse \| Univega Pro Cycling Team \| \| \| 9e \| Kirsten Wild \| Pays-Bas \| AA Drink-Cycling Team \| \| \| 10e \| Suzanne de Goede \| Pays-Bas \| AA Drink-Cycling Team \| \| |                   |             |                                |       |
| |                   |             |                                |       |
| Source : Cycling Quotient |                   |             |                                |       |
| Classement général |                   |             |                                |       |
| Coureuse | Coureuse          | Pays        | Équipe                         | Temps |
| 1re | Susanne Ljungskog | Suède       | Buitenpoort-Flexpoint          |       |
| 2e | Nicole Cooke      | Royaume-Uni | Univega Pro Cycling Team       |       |
| 3e | Monica Holler     | Suède       | Bigla                          |       |
| 4e | Trixi Worrack     | Allemagne   | Equipe Nürnberger Versicherung |       |
| 5e | Annette Beutler   | Suisse      | Buitenpoort-Flexpoint          |       |
| 6e | Angela Hennig     | Allemagne   | AA Drink-Cycling Team          |       |
| 7e | Magali Le Floc'h  | France      | T-Mobile                       |       |
| 8e | Karin Thürig      | Suisse      | Univega Pro Cycling Team       |       |
| 9e | Kirsten Wild      | Pays-Bas    | AA Drink-Cycling Team          |       |
| 10e | Suzanne de Goede  | Pays-Bas    | AA Drink-Cycling Team          |       |